# Монарх-довгохвіст рудий
Монарх-довгохвіст рудий (Terpsiphone cinnamomea) — вид горобцеподібних птахів родини монархових (Monarchidae). Мешкає на Філіппінах і в Індонезії.

## Підвиди
Виділяють три підвиди:
- T. c. unirufa Salomonsen, 1937 — Лусон, Міндоро і Західні Вісаї;
- T. c. cinnamomea (Sharpe, 1877) — Східні Вісаї, Мінданао і сусідні острови;
- T. c. talautensis (Meyer, AB & Wiglesworth, 1894) — острови Талауд[en].

Деякі дослідники виділяють підвид T. c. unirufa у окремий вид Terpsiphone unirufa.

## Поширення і екологія
Руді монархи-довгохвости мешкають на островах Філіппінського архіпелагу та на індонезійських островах Талауд в провінції Північне Сулавесі. Вони живуть у вологих тропічних лісахі чагарникових заростях, в сухих тропічних лісах, на узліссях і галявинах. Зустрічаються на висоті до 1200 м над рівнем моря. Живляться комахами, яких ловлять в польоті.